# Martijn Verschoor
Martijn Verschoor (Bovensmilde, 4 maggio 1985) è un ex ciclista su strada olandese, professionista dal 2010 al 2017 con il team Type 1/Novo Nordisk.

## Palmarès
- 2007 (Dilettanti)

Omloop van het Ronostrand
- 2009 (Dilettanti)

Wim Hendriks Trofee
Ronde van de Kerspelen
- 2011 (Type 1-Sanofi Aventis, una vittoria)

2ª tappa Tour de Beauce (Thetford-Mines > Thetford-Mines)

## Piazzamenti

### Classiche monumento
- Milano-Sanremo

2012: ritirato
2016: 153º
2017: 166º